# Lee Mi-yeon
Lee Mi-yeon (이미연?, 李美姸?, I Mi-yeonLR, I MiyŏnMR; Seul, 23 settembre 1971) è un'attrice sudcoreana.
Ha iniziato la sua carriera nel 1987 come modella pubblicitaria dopo essere stata eletta Miss Lotte, passando poco dopo alla recitazione sia in televisione che al cinema, dove ha interpretato ruoli da studentessa prima di essere scritturata per parti più mature. Ha ottenuto successo con la pellicola Haengbog-eun seongjeoksun-i anijanh-a-yo nel 1989, che le ha valso numerosi riconoscimenti. Nel 2000 ha vinto un Blue Dragon Film Award alla miglior attrice per Mulgogijari di Kim Hyung-tae.

## Filmografia

### Cinema
- Haengbog-eun seongjeoksun-i anijanh-a-yo (행복은 성적순이 아니잖아요?), regia di Kang Woo-suk (1989)
- Geurae gakkeum haneur-eul boja (그래 가끔 하늘을 보자?), regia di Kim Sung-hong (1990)
- Bi gae-in ohureul joh-ahase-yo? (비 개인 오후를 좋아하세요??), regia di Jo Geum-hwan (1991)
- Nunkkot (눈꽃?), regia di Park Chul-soo (1992)
- Ga-eul yeohaeng (가을 여행?), regia di Kwak Jae-yong (1992)
- Sar-eoriratda (살어리랏다?), regia di Yoon Sam-yuk (1993)
- Muso-ui ppulcheoreom honjaseo gara (무소의 뿔처럼 혼자서 가라?), regia di Oh Byung-chul (1995)
- Motel Seon-injang (모텔 선인장?), regia di Park Ki-yong (1997)
- No. 3 (넘버 3?), regia di Song Neung-han (1997)
- Yeogogoedam (여고괴담?), regia di Park Ki-hyung (1998)
- Nae ma-eum-ui punggeum (내 마음의 풍금?), regia di Lee Young-jae (1999)
- Mulgogijari (물고기자리?), regia di Kim Hyung-tae (2000)
- Ju No-myeong bakery (주노명 베이커리?), regia di Park Heon-su (2000)
- Heuksuseon (흑수선?), regia di Bae Chang-ho (2001)
- Indian Summer (인디안 썸머?), regia di No Hyo-jung (2001)
- Jungdok (중독?), regia di Park Young-hoon (2002)
- Taepung (태풍?), regia di Kwak Kyung-taek (2005)
- Eokkaeneomeo-ui yeon-in (어깨너머의 연인?), regia di Lee Eon-hee (2007)
- A Company Man (회사원?), regia di Im Sang-yoon (2012)
- Yeoja, namja (여자, 남자?), regia di Kang Jin-ah, Woo Moon-gi e Sin Yeon-sik (2015)
- Joh-ahaejwo (좋아해줘?), regia di Park Hyun-jin (2016)

### Televisione
- Sarang-ui gippeum (사랑의 기쁨?) – serial TV (1988-1989)
- Bingjeom (빙점?) – serie TV (1990)
- Sarang-i kkotpineun namu (사랑이 꽃피는 나무?) – serial TV (1991)
- Hanuibaram (하늬바람?) – serie TV (1991)
- Changbagg-eneun tae-yang-i binnatda (창밖에는 태양이 빛났다?) – serie TV (1992)
- Supsog-ui baram (숲속의 바람?) – serie TV (1992)
- Sarang-ui bangsik (사랑의 방식?) – serie TV (1993)
- Se namja se yeoja (세 남자 세 여자?) – serie TV (1994)
- Sae-ya sae-ya parangsae-ya (새야 새야 파랑새야?) – serie TV (1994)
- Ihonhaji anneun i-yu (이혼하지 않는 이유?) – serie TV (1996)
- Myeongseong hwanghu (명성황후?) – serie TV (2001-2002)
- Sarang-e machida (사랑에 미치다?) – serie TV (2007)
- Geosang Kim Man-deok (거상 김만덕?) – serie TV (2010)
- Eungdaphara 1988 (응답하라 1988?) – serie TV (2015-2016)